# Mark Kostabi

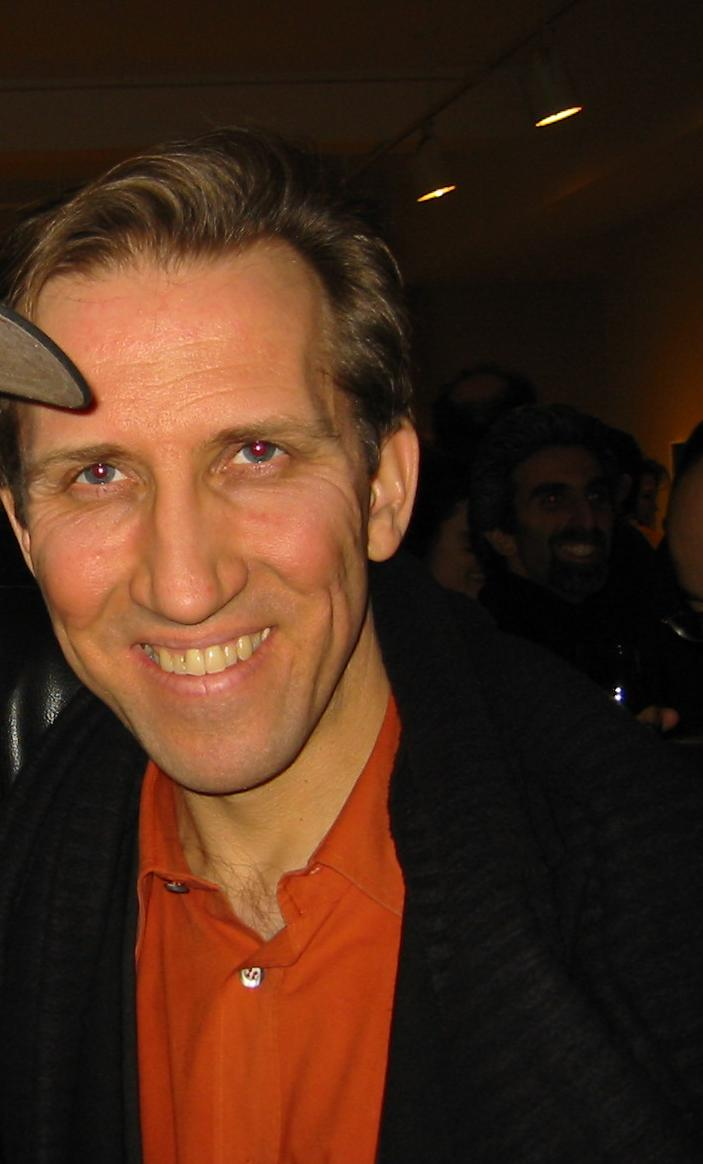
Mark Kostabi (2003)

Mark Kalev Kostabi (* 27. November 1960 in Los Angeles, Kalifornien) ist ein US-amerikanischer Maler der Pop-Art.

## Leben
Kostabi wurde als Sohn estnischer Immigranten geboren. Er wuchs in Whittier, Kalifornien auf und studierte Kunst an der California State University in Fullerton.
Seine erste Einzelausstellung fand 1982 in der Molly Barnes Gallery Los Angeles statt. Ein Jahr darauf wurden Kostabis Werke erstmals in New York gezeigt, in der Simone Gallery.
1982 zog er nach New York um und wurde seit 1984 zu einer der führenden Figuren der Kunstbewegung des East Village. Er entwickelte sich zu einer provokativen Medienpersönlichkeit, indem er Selbstinterviews veröffentlichte, in denen er das Verkommen der zeitgenössischen Kunst zur Ware kommentierte. 1982 gründete er in New York die „Kostabi World“, ein Studio, eine Galerie und einen Bürokomplex, der dafür bekannt war, Schüler der Malerei und Denker zu beschäftigen.
1992 wurden im Mitsukoshi Museum in Tokio und 1998 im Estnischen Kunstmuseum in Tallinn Retrospektiven der Arbeit Kostabis ausgestellt. Seine Werke sind weiterhin bis heute in den permanenten Ausstellungen des Metropolitan Museum of Art, dem Solomon R. Guggenheim Museum, dem Brooklyn Museum, der Corcoran Gallery of Art, der Galleria Nazionale d’Arte Moderna in Rom und dem Groninger Museum in den Niederlanden zu sehen.

## Kostabi World
Andy Warhol sagte 1975:
„Geschäftskunst ist der auf die Kunst folgende Schritt. Ich begann als ein kommerzieller Künstler und ich möchte als Geschäftskünstler enden. Nachdem ich diese Sache, die man Kunst oder so nennt, gemacht hatte, wandte ich mich der Geschäftskunst zu. Ich wollte ein Geschäftskunstmann oder ein Geschäftskünstler sein. Geschäftlicher Erfolg ist die faszinierendste Art der Kunst.“
Kostabi tritt in dieser Hinsicht in Warhols Fußstapfen: er produziert keine seiner Arbeiten selbst (ausgenommen einige wenige Ausnahmen wie Goya O Boya, 1982), stattdessen bezahlt er ein Team von Assistenten, sich seine Bilder auszudenken und zu produzieren, samt Signierung. Kostabi vergleicht sich mit den Aufgaben des Vorstandsvorsitzenden eines Unternehmens: er entwickelt Gesamtstrategien und überlässt den Angestellten die Produktion. Kostabi World sieht sich insofern als ein Kunst produzierendes Wirtschaftsunternehmen, welches die alltägliche Industrie (und den Wert der Kunst) reflektiert.